# The Complete, Legendary, Return Live Concert
The Complete, Legendary, Return Live Concert ist ein posthumes Jazzalbum von Cecil Taylor. Die am 4. November 1973 in der Town Hall (New York City) entstandenen Aufnahmen erschienen am 15. Februar 2022 auf Oblivion Records. Das Konzert von 1973, das die Rückkehr des Pianisten auf die Bühne markierte, wurde damit zum ersten Mal in vollständiger Form veröffentlicht.

## Hintergrund
Nachdem Cecil Taylor 1966 (bzw. 1968) zwei seiner berühmtesten Alben, Unit Structures und Conquistador!, auf dem renommierten Label Blue Note veröffentlicht hatte, widmete er sich dann einigen Kollektiv-Projekten (wie dem Jazz Composer’s Orchestra), bevor er sich für dreieinhalb Jahre zurückzog, um als Gastprofessor Komposition an der University of Wisconsin-Madison und am Antioch College zu unterrichten. Dieses Konzert, das am 4. November 1973 in der New Yorker Town Hall stattfand, war Taylors erster Auftritt in der Gegend von New York nach fünf Jahren der Lehrtätigkeit. Dort traf er sich wieder mit den langjährigen Partnern, dem Saxophonisten Jimmy Lyons und dem Schlagzeuger Andrew Cyrille sowie dem Bassisten Sirone.
Damals war das Konzert von Fred Seibert, einem Studenten der Columbia University, aufgenommen worden, dessen einzige Fähigkeiten in Bezug auf Tonaufnahmen aus seiner Erfahrung als Campus-Radiomoderator stammten. Der zweite Teil des Konzerts wurde, auf zwei Plattenseiten aufgeteilt, 1974 als LP (in einer limitierten Auflage von 2.000 Exemplaren) auf Taylors eigenem Label Unit Core unter dem Titel Spring of Two Blue-J’s veröffentlicht. Die rein digitale Neuedition enthält zudem das lange als verschollen geglaubte 88-minütige Stück „Autumn/Parade“. Vermutlich aufgrund seiner 88-minütigen Länge blieb diese erste Hälfte des Konzerts zunächst unveröffentlicht. Mit der Neuedition ist das Konzert in seiner Gesamtheit als Digital-/Streaming-Veröffentlichung verfügbar und wird von einem 23-seitigen Booklet begleitet.
Nach dem Quartettspiel von „Autumn/Parade“ beginnt Taylor ein circa viertelstündiges Klaviersolo, bevor seine Begleiter wieder dazustoßen. Der Altsaxophonist Jimmy Lyons (1931–1986) sei untrennbar mit Taylor verbunden gewesen, notierte Andy Hamilton; Lyons war von 1960 bis zu seinem Tod eine Konstante in den Ensembles des Pianisten und hat in anderen Kontexten nicht viel aufgenommen.

## Titelliste
- Cecil Taylor: The Complete, Legendary, Return Live Concert (Oblivion Records OD-8)

1. Autumn/Parade 88.00 (Quartet)
2. Spring of Two Blue-J’s Part 1 16:15 (solo)
3. Spring of Two Blue-J’s Part 2 21:58 (Quartet)

Die Kompositionen stammen von Cecil Tylor.

## Rezeption
Der Kritiker Gary Giddins bezeichnete das Album bei seinem ersten Erscheinen 1974 (als Spring of Two Blue-J's) als „seine Platte des Jahres“ und meinte später dazu, dass dies das Ende der Marginalisierung des Pianisten Cecil Taylor bedeutet habe.
Greg Bryant (WBGO) meinte, so polarisierend sie auch weiterhin sei, verlange Taylors Musik von den Zuhörern Mut und Engagement, was sich aber erstaunlicherweise lohnen könne. Seine Dynamik zeige sich in vollem Spektrum auf The Complete, Legendary, Live Return Concert. Seine Abwesenheit von der Szene habe nicht dazu beigetragen, seine Macht zu schmälern. Wenn überhaupt, zeige das 88-minütige Stück „Autumn/Parade“ Cecil Taylor in ungezügelter Form, mit einer Ausdauer und einem Energiefluss, der sogar seine beeindruckenden Bandmitglieder übertreffe.

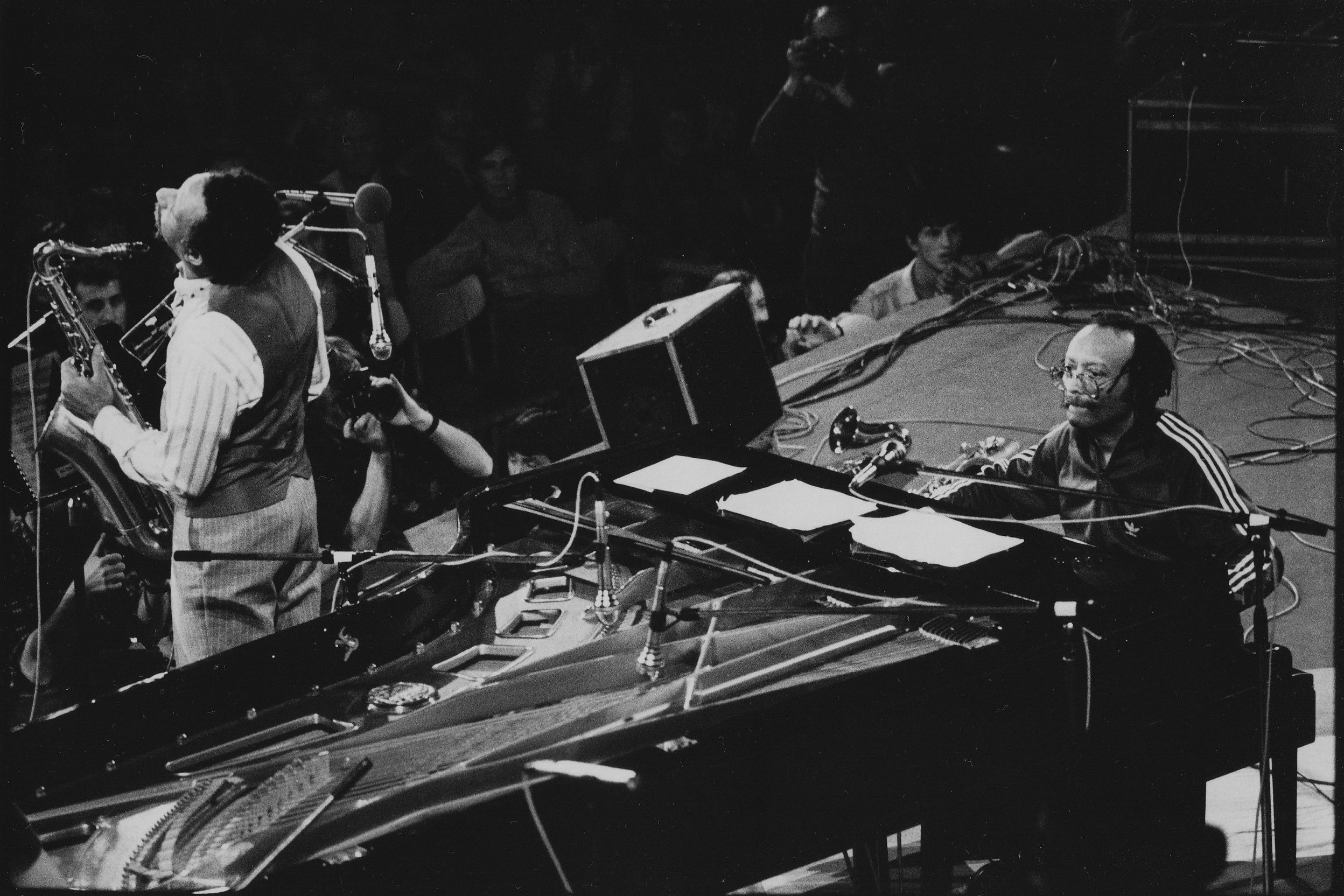
Cecil Taylor bei einem Auftritt auf dem International Jazz Festival Prag am 18. Oktober 1984

Nach Ansicht von Andy Hamilton (Jazz Journal) sei dies ein rohes, intellektuelles Musikerlebnis, eines der besten Alben des Free Jazz; die Aufnahmequalität für eine Live-Veranstaltung hervorragend. Die Teilnehmer würden von Weißglut beflügelt – ihre Arbeit im Blue Note Studio sei zwar ebenso energiegeladen, aber irgendwie kühler. Taylors Arbeit fasziniere unendlich, auch wenn nicht in Gänze richtig verständlich. Wie Charlie Parker scheine er sich einer Mosaik-artigen Technik zu bedienen, in seiner Verwendung von wiederholten Motiven, die er ständig variiere, und in ausgeprägten Intervallstrukturen. Ebenso wichtig seien die Beiträge von Sirone und dem unglaublichen Andrew Cyrille, dem einzigen noch lebenden Mitglied des Quartetts. Dies sei eine essentielle Veröffentlichung.
Mike Borella (Avant Music News) meinte, die Zeit abseits des Rampenlichts – vielleicht eine Inspiration für einige Künstler, die aktuell [2022] öffentliche Auftritte während der Ära von COVID-19 zurückstellen mussten – scheine ihm gute Dienste geleistet zu haben. Besonders hervorzuheben sei die Komposition „Autumn/Parade“, ein fast eineinhalbstündiges Einzelstück, das aus einem donnernden Tongewirr bestehe. Trotz seiner obszönen Länge lasse die unerbittliche Ästhetik des Stücks die Zeit wie im Flug vergehen, „als würde ein Fahrzeug an einem festen Punkt vorbeirasen.“
Nach Ansicht von Patrick Dallongeville (Paris Move) gilt der ebenso radikale wie unbezähmbare Pianist und Komponist Cecil Taylor fast vier Jahre nach seinem Tod (im Alter von 89 Jahren) immer noch als einer der ikonoklastischsten Schöpfer in der Geschichte des Jazz. Das bislang unveröffentlichte „Autumn/Parade“ entfalte seine 88 Minuten voll organisiertem Chaos, in dessen Verlauf Taylors wütende Kavalkaden auf seinen Bösendorfer prallen und den modalen Trillern, mit denen Jimmy Lyons Altsaxophon auf ihn antwortet. Anschließend sei Taylors Klaviersolo eine gute Gelegenheit, die höllische Technik des Instrumentalisten ebenso zu würdigen wie sein beeindruckendes Talent als Komponist. Er begebe sich in unbekanntes Terrain zwischen Steve Reich, Rachmaninoff und Erik Satie, und die Ungestümheit der Interpretation finde dort ihresgleichen wie die unmittelbar eingesetzte Virtuosität. Fast ein halbes Jahrhundert später behalte die Kunst Cecil Taylors all ihre Radikalität und Angemessenheit.